# La Prénessaye
La Prénessaye (bret. Perenezeg) – miejscowość i gmina we Francji, w regionie Bretania, w departamencie Côtes-d’Armor.
Według danych na rok 1990 gminę zamieszkiwały 854 osoby, a gęstość zaludnienia wynosiła 50 osób/km² (wśród 1269 gmin Bretanii La Prénessaye plasuje się na 635. miejscu pod względem liczby ludności, natomiast pod względem powierzchni na miejscu 593.).